# Cy Denneny
Cyril Joseph Denneny (23. prosince 1891, Farran's Point, Ontario – 10. září 1970) byl kanadský profesionální hokejista. Od roku 1959 je členem hokejové síně slávy. Jeho otcem byl James Israel Denneny, který byl profesionální hráč lakrosu v 19. století, pocházel z Irska.

## Ocenění
- Art Ross Trophy – 1924
- Stanley Cup – 1920, 1921, 1923, 1927 a 1929

## Klubové statistiky
| Sezona                 | Klub                    | Soutěž     | Základní část | Základní část | Základní část | Základní část | Základní část | Play off | Play off | Play off | Play off | Play off |
| Sezona                 | Klub                    | Soutěž     | Z             | G             | A             | B             | TM            | Z        | G        | A        | B        | TM       |
| ---------------------- | ----------------------- | ---------- | ------------- | ------------- | ------------- | ------------- | ------------- | -------- | -------- | -------- | -------- | -------- |
| 1911–12                | Cornwall Internationals | LOVHA      | 8             | 9             | 0             | 9             | 16            | —        | —        | —        | —        | —        |
| 1912–13                | Russell Athletics       | LOVHA      | -             | -             | -             | -             | -             | -        | -        | -        | -        | -        |
| 1913–14                | Cobalt O'Brien Mines    | CoMHL      | 9             | 12            | 0             | 12            | 8             | —        | —        | —        | —        | —        |
| 1914–15                | Russell H.C.            | LOVHA      | 3             | 3             | 0             | 3             | -             | -        | -        | -        | -        | -        |
| 1914–15                | Toronto Shamrocks       | NHA        | 8             | 6             | 0             | 6             | 43            | -        | -        | -        | -        | -        |
| 1915–16                | Toronto Blueshirts      | NHA        | 24            | 24            | 4             | 28            | 57            | —        | —        | —        | —        | —        |
| 1916–17                | Ottawa Senators         | NHA        | 11            | 3             | 1             | 4             | 25            | 2        | 1        | 0        | 1        | 8        |
| 1917–18                | Ottawa Senators         | NHL        | 20            | 36            | 10            | 46            | 80            | —        | —        | —        | —        | —        |
| 1918–19                | Ottawa Senators         | NHL        | 18            | 18            | 6             | 24            | 55            | 7        | 5        | 3        | 8        | 9        |
| 1919–20                | Ottawa Senators         | NHL        | 24            | 16            | 6             | 22            | 31            | 5        | 0        | 2        | 2        | 3        |
| 1920–21                | Ottawa Senators         | NHL        | 24            | 34            | 5             | 39            | 10            | 7        | 4        | 2        | 6        | 15       |
| 1921–22                | Ottawa Senators         | NHL        | 22            | 27            | 12            | 39            | 20            | 2        | 2        | 0        | 2        | 4        |
| 1922–23                | Ottawa Senators         | NHL        | 24            | 21            | 10            | 31            | 20            | 8        | 3        | 1        | 4        | 6        |
| 1923–24                | Ottawa Senators         | NHL        | 21            | 22            | 1             | 23            | 10            | 2        | 2        | 0        | 2        | 10       |
| 1924–25                | Ottawa Senators         | NHL        | 28            | 27            | 15            | 42            | 16            | —        | —        | —        | —        | —        |
| 1925–26                | Ottawa Senators         | NHL        | 36            | 24            | 12            | 36            | 18            | 2        | 0        | 0        | 0        | 4        |
| 1926–27                | Ottawa Senators         | NHL        | 42            | 17            | 6             | 23            | 16            | 6        | 5        | 0        | 5        | 0        |
| 1927–28                | Ottawa Senators         | NHL        | 44            | 3             | 0             | 3             | 12            | 2        | 0        | 0        | 0        | 0        |
| 1928–29                | Boston Bruins           | NHL        | 23            | 1             | 2             | 3             | 2             | 2        | 0        | 0        | 0        | 0        |
| NHL celkem             | NHL celkem              | NHL celkem | 326           | 246           | 85            | 331           | 290           | 43       | 21       | 8        | 29       | 51       |
| Konec hokejové kariéry |                         |            |               |               |               |               |               |          |          |          |          |          |